# Afsnit af Casper & Mandrilaftalen
Dette er en liste over afsnit af Casper & Mandrilaftalen - et tv-sketchprogram, der blev sendt i 67 afsnit på DR2 i 1999. Listen indeholder også specialafsnittet Fisso fra 2003 og en oversigt over afsnittene af spin-off julekalenderen Casper & Drengene fra Brasilien fra 1999.

## Serieoversigt

### Sæsoner
| Sæson | Sæson | Afsnit | Oprindeligt sendt  | Oprindeligt sendt |
| Sæson | Sæson | Afsnit | Start              | Slut              |
| ----- | ----- | ------ | ------------------ | ----------------- |
|       | 1     | 48     | 1. marts, 1999     | 18. juni 1999     |
|       | 2     | 19     | 1. september, 1999 | 19. november 1999 |

### Relaterede produktioner
| Produktion | Produktion                      | Afsnit | Udgivelsesdato       |
| ---------- | ------------------------------- | ------ | -------------------- |
|            | Casper & Drengene fra Brasilien | 26     | 1.–31. december 1999 |
|            | Specialafsnittet Fisso          | 1      | 24. marts 2003       |

## Afsnit

### Sæson 1
| Nr. i serie | Nr. i sæson | Titel       | Gæsteskuespiller(e)                      | Figur(er) | Indslag                                                                                     | Original visningsdato |
| --- | ----------- | ----------- | ---------------------------------------- | --- | ------------------------------------------------------------------------------------------- | --------------------- |
| 1 | 1           | "Afsnit 1"  | Ingen                                    | Svenne O'Lotta | Advarsel!, Programoversigt, Verrüchte Tag, Diagrammer og tegninger, Mimen til sang          | 23:30, 1. marts 1999  |
| Programmet indeholder cadmium og en mandrilaftale. Montparnas-alarm! Casper gennemgår sin karriere og fortæller om sin verrüchte tag, inden han synger en ulykkelig kærlighedssang til Dr. Bombay. Svenne O'Lotta forsøger at sætte en rekord i flødebollespisning. Ingen taxa-bon! |             |             |                                          | |                                                                                             |                       |
| 2 | 2           | "Afsnit 2"  | Ingen                                    | Smokie Spartacus, Kenneth, Laughing Eagle | Advarsel!, Programoversigt, Brevnyt, Verrüchte Tag, Diagrammer og tegninger, Mimen til sang | 23:30, 3. marts 1999  |
| Casper er fremragende til imitation, og Smokey Spartacus ved det hele i sit badekar. Casper havde en verrücht tag med en tucan, der stjal Biker-Jens' udstråling. Niels Jørgen Steens bror og Tina Turners mor gæster studiet. Casper fremviser pyramider, der ikke indeholder mad, skælder ud på en indianer og synger til Kurt. |             |             |                                          | |                                                                                             |                       |
| 3 | 3           | "Afsnit 3"  | Ingen                                    | Claes Jakob Baunspieler, Klovnen Lillian, Massimo Blanko, Bitten og Trold, Jacob Majkilde | Advarsel!, Programoversigt, Brevnyt, Verrüchte Tag, Diagrammer og tegninger, Mimen til sang | 23:30, 5. marts 1999  |
| Casper får brug for Smokey Spartacus og har været i bif med Dif. Sigøjnere lokker med guld! Claes Jakob Baunspieler spiller på høvl og Casper synger til Monica Lewinsky. Derudover afholdes et talentshow, og så er der vist noget med en våbenhandler og nogle prøvebilleder? |             |             |                                          | |                                                                                             |                       |
| 4 | 4           | "Afsnit 4"  | Anders Matthesen (ukrediteret)           | Smokie Spartacus, Claes Jakob Baunspieler, Didrik Amundsen, Eduardo Havana Goebbels, Isak, Laughing Eagle, Svenne O'Lotta                                                                                                   | Advarsel!, Programoversigt, Brevnyt                                                         | 23:30, 8. marts 1999  |
| Casper laver vægtløst fjernsyn og tegner sin hånd. Smokey Spartacus har svaret, og Casper har været i bif med Dif. Claes Jakob Baunspieler er tilbage i klapstolen, og Casper skylder en indianer en slags undskyldning. En fanklub har gode quiz-idéer, og Svenne O'Lotta er verdens højeste mand! |             |             |                                          | |                                                                                             |                       |
| 5 | 5           | "Afsnit 5"  | Ingen                                    | Ali Baba, Kenneth Kiwistone, Stigan Plint Persson, Idéernes Venner: Torben Eller Murmak, Angelica Houston og Skat Henningsen                                                                                                | Advarsel!, Programoversigt                                                                  | 23:30, 10. marts 1999 |
| Et kritisk forbrugerprogram ser dagens lys, og Smokey Spartacus slås ihjel af Jonas fra Puls. Casper bestråles med uran, men får hjælp af Ali Baba. Kenneth Kiwistone er den kritiske forbrugers røst, og Stigan Plint Persson har begået postordre-fusk. |             |             |                                          | |                                                                                             |                       |
| 6 | 6           | "Afsnit 6"  | Ingen                                    | Smokie Spartacus, Broder Salsa, Joachim Tyttel, Sixten Bo Maneater, Bitten og Trold | Advarsel!, Programoversigt                                                                  | 23:30, 12. marts 1999 |
| Casper har set spydfilm med Dif i bif, og Smokey Spartacus bor da vist i et afløb. Køb Iben-piben! Der afholdes talentshow med deltagelse af en tæppefolder, en portofakir og en lyskunstner. |             |             |                                          | |                                                                                             |                       |
| 7 | 7           | "Afsnit 7"  | Ingen                                    | Kjartan Johnnysdottir, Den forkerte Casper Christensen, Dåsen Allan, Niels Esp, Svenne O'Lotta, Ånden i vasken | Advarsel!, Programoversigt                                                                  | 23:30, 15. marts 1999 |
| Caspers nye medvært er rap i dåsen, og Casper siger endegyldigt farvel til Smokey Spartacus. En los har gjort Caspers tag verrücht, og han har været i bif med Dif. Invitationen til "Den sidste nadver" vises frem, og Kjartan Johnnysdottir er smørmomsspekulant. Svenne O'Lotta står på ét ben vældigt længe! Sexy Cinderella siger godnat. |             |             |                                          | |                                                                                             |                       |
| 8 | 8           | "Afsnit 8"  | Ingen                                    | Dåsen Allan, Conan Lurbakke, Tim Stanniole, Idéernes Venner: Steffen Bep, Angelica Houston og Skat Henningsen | Advarsel!, Programoversigt                                                                  | 23:30, 17. marts 1999 |
| Dogme 95 sammenlignes med en bar røv. "Handicappede" er dagens tema, og så er der en reklame for startkabler til din Iben-pibe! Dåsen Allan er tilbage, og Conan Lurbakke kan ikke lige huske det hele. Tim Staniole er lam og kommunikerer ved at blinke, og Idéernes Venner giver gode handicap-råd. |             |             |                                          | |                                                                                             |                       |
| 9 | 9           | "Afsnit 9"  | Ingen                                    | Dåsen Allan, Apple Jack, Lars Krimi, Isak Spas, Vagtmesteren, Vandrende pind | Advarsel!, Programoversigt                                                                  | 23:30, 19. marts 1999 |
| Dåsen Allan hjælper med at putte børnene, og Casper fremviser sin helt egen almanak. Apple Jack taler om vejret. Det ugentlige talentshow byder på en mimer, en fakir og et vakseægte balancefænomen! Til slut taler Casper med Europas sidste vandrende pind. |             |             |                                          | |                                                                                             |                       |
| 10 | 10          | "Afsnit 10" | Anders Matthesen                         | Bjarne Goldbæk, Doktor Medcalf, Dåsen Allan, Finn Nørbygaard & Finn Nørbygaard, Lars Pejsekammer, Svenne O'Lotta, Cornelius Heinesen, Pelle Stærkhylster og Elvira Bo                                                       | Advarsel!, Programoversigt                                                                  | 23:30, 22. marts 1999 |
| Casper mangler Finn Nørbygaards lune, og Bjarne Goldbæk må derfor vikariere. Casper rammes af en kraftig allergisk reaktion og Doktor Medcalf tilkaldes. Casper river Dåsen Allans løg af i vrede, og Lars Pejsekammer vil kvæle en kattemis. Pelle Stærkhylster og Elvira Bo kan ikke få ørn, og Kornelius Heinesen gør cyklen forårsklar. En multi-allergisk Svenne O'Lotta får ikke en taxabon! |             |             |                                          | |                                                                                             |                       |
| 11 | 11          | "Afsnit 11" | Ingen                                    | Bjarne Goldbæk, Dåsen Allan, Jens Jackson, Alf Bats, Vildere klovn!, John Datsum, Kenan Pløs, Trommedanser | Advarsel!, Programoversigt                                                                  | 23:30, 24. marts 1999 |
| En enten for varm eller for kold Casper afholder en afro-quiz med Bjarne Goldbæk. Der er okkultisme-tema med Alf Bats og Jens Jackson. En åndemaning hidkalder Dåsen Allan fra det hinsides. |             |             |                                          | |                                                                                             |                       |
| 12 | 12          | "Afsnit 12" | Ingen                                    | Lars Krimi, Broder Salsa (klip fra Afsnit 6), Dennie Kennels, Verner Lohals, Bratt Mogensen | Advarsel!, Programoversigt                                                                  | 23:30, 26. marts 1999 |
| Casper har ikke vundet i Lotto! Det er en god idé at gemme 54 rå æg på kroppen. Det ugentlige talentshow byder på mimen, paraplyer og slagtervarer. Derudover holder Verner Lohals to gamle venner i live. |             |             |                                          | |                                                                                             |                       |
| 13 | 13          | "Afsnit 13" | Ingen                                    | Aman Kril, Wesley Snipes, Olav Vretthorn, Bjarne Goldbæk, Rene D'Seance, Svenne O'Lotta | Advarsel!, Programoversigt                                                                  | 23:30, 29. marts 1999 |
| Casper quizzer seeren i, hvad man husker ham for. Der reklameres for filmspyd, og Casper vejleder i sommertid med hjælp fra tidsforskeren Aman Kril. Den altid mørke Wesley Snipes kigger forbi, Olav Vretthorn spiller et dejligt stykke musik på vinglas og Rene D'Seance kan styre andres tanker. Casper forklarer Michael Meyerheims afgørende rolle i fødekæden og lægger scene til endnu et rekordforsøg af Svenne O'Lotta. |             |             |                                          | |                                                                                             |                       |
| 14 | 14          | "Afsnit 14" | Sebastian Dorset (ukrediteret)           | Sidney Kreutzfeldt, Claes Gynhjalter, Vagn Jay-jay, Josti & Steffen, Kenzo-kuplen, Arild og Abel | Advarsel!, Programoversigt                                                                  | 23:30, 31. marts 1999 |
| Casper taler med sin gamle klasselærer og opfører lærerigt dukkespil for seerne. Man får mere tid til mytteri med en lassostol. Sidney Kreutzfeldt hylder fantasien, og Abel og Arild fortæller om at vokse op uden at vide, at man er siamesiske tvillinger. Casper afslører omfattende musiktyveri, og Claes Gynhjalter kommer slagtebierne til undsætning. |             |             |                                          | |                                                                                             |                       |
| 15 | 15          | "Afsnit 15" | Ingen                                    | Thor Ralle, Josti & Steffen, Mester Thor, Johannes Hot, Arne Hannover, Bobby Palt | Advarsel!, Programoversigt                                                                  | 23:30, 2. april 1999  |
| Thor Ralle medierer nogle kagesultne sjæle, og en næsten nøgen mand fra Kattens Værn ser til, at programoversigten forløber på forsvarlig vis. I det ugentlige talentshow deltager en dyrelydsimitator, en udbryderkonge og en avisuddelende skumgummimand. Bobby Palt fortæller om, hvilken underskudsforretning det er at adoptere en pige fra Botswana. |             |             |                                          | |                                                                                             |                       |
| 16 | 16          | "Afsnit 16" | Ingen                                    | Josti & Steffen, Silas Gnom, Per de Burg, Vildere klovn! (klip fra Afsnit 11), Svenne O'Lotta | Advarsel!, Programoversigt, Reklame                                                         | 23:30, 5. april 1999  |
| Det kalder jeg en ordentlig Valdemar! Der reklameres for sygdomsmægleren. Silas Gnom fremviser Skam & Skule, og Per de Burg har ingen tidsfornemmelse. Casper har startet et forsikringsselskab, der skal gøre ham lige så rig som Rene Dif fra Aqua. Svenne O'Lotta er næsten verdens smidigste mand. |             |             |                                          | |                                                                                             |                       |
| 17 | 17          | "Afsnit 17" | Puk Elgård (ukrediteret)                 | David Hasselhof, Josti & Steffen, Broder Salsa, Elias Pottestepper, Jeppe Vælling | Advarsel!, Programoversigt                                                                  | 23:30, 7. april 1999  |
| David Hasselhof hjælper med selvangivelsen, og Casper erklærer sin kærlighed til Bjarne Riis med hjælp fra tre syngende cowboys. Broder Salsa kan ikke styre sin libido nær vejrhaner og magnetisme, og så sorterer han müsli. Elias Pottestepper er uden grænser, og Caspers drøm om Puk Elgård og en kanin bliver til virkelighed. Jeppe Vælling synger ægte sange om virkelige ting. |             |             |                                          | |                                                                                             |                       |
| 18 | 18          | "Afsnit 18" | Ingen                                    | Otis Mallebrok, Josti & Steffem, Cillas Wik Wik, Virtus Bjældeklemme, Henning Ingenlunde | Advarsel!, Programoversigt                                                                  | 23:30, 9. april 1999  |
| Caspers fans belejrer studiet for at få røntgenbehandling og eddike i en bowler. Otis Mallebrok redegør for Jes Dorph Petersens kropstemperatur. Spis dild! Cillas Wik Wik bryder med møbler, Virtus Bjældeklemme tæmmer slanger, og Henning Ingenlunde imiterer altankasser. |             |             |                                          | |                                                                                             |                       |
| 19 | 19          | "Afsnit 19" | Jan Gintberg (ukrediteret)               | Kresten Pikhår, Josti & Steffen, Lennart Berthelsen, Krøsus Palnatoke, Keisler og Hanenklée, Svenne O'Lotta, Lars Krimi, Bjarne Goldbæk, Fridtjof Kragemost                                                                 | Advarsel!, Programoversigt                                                                  | 23:30, 12. april 1999 |
| Sex-temaugens første udsendelse. Casper har en seriøs samtale med seksualvejlederen Kresten Pikhår, og Lennart Berthelsen har ikke haft sex i lang tid eller bare lidt tid. Krøsus Palnatoke savner sin hustru, og Keisler og Hanenklée demonstrerer tre nye sex-stillinger. Svenne O'Lotta vil gennemføre verdens største gangbang sammen med Bjarne Goldbæk og Fridtjof Kragemost. |             |             |                                          | |                                                                                             |                       |
| 20 | 20          | "Afsnit 20" | Ingen                                    | Mand fra Venezuela, Bjarne Goldbæk, Kresten Pikhår, Silas Gnom, Tore Ellen Hanhøj, Tore og Jes, Sidney Kreutzfeldt | Advarsel!, Programoversigt                                                                  | 23:30, 14. april 1999 |
| Casper og Bjarne Goldbæk forsøger at hilse på mandrilsk, og Casper har endnu en alvorssnak med Kresten Pikhår. Josti og Steffen bliver kørt over, og manden fra Venezuela spiser af Caspers brødstok! Silas Gnom har nogle frække striber med, og helt almindelige danskere fortælle om sine turn-ons. Brydning og sex er slet ikke beslægtet, og Sidney Kreutzfeldt ved lige, hvordan man bevarer gnisten i parforholdet. |             |             |                                          | |                                                                                             |                       |
| 21 | 21          | "Afsnit 21" | Ingen                                    | Bjarne Goldbæk, Jericho Lala, Eiler Torps Nemelig, Tonny Suparuh, Liller Dressine Pee-pee, Pelle Klumpfeber | Advarsel!, Programoversigt                                                                  | 23:30, 16. april 1999 |
| Duft-tv med Casper og Bjarne Goldbæk. Jericho Lala er på sporet af mandrillen, men har ikke selv helt rent mel i posen. Vinduesskabelonen viser nøjagtigt, hvor meget et vindue bør åbnes. Der vises et klip fra den nye Star Wars-film, og ugens talentshow er sexy. |             |             |                                          | |                                                                                             |                       |
| 22 | 22          | "Afsnit 22" | Anders Matthesen                         | Bjarne Goldbæk, Doktor Medcalf, Yannik Noah, Mogens Volvo, Preben Hmfff, Jimmy Naller og Bauditz, Ebbe Karlmeyers | Advarsel!, Programoversigt                                                                  | 23:30, 19. april 1999 |
| Casper må bare give Bjarne Goldbæk et knus, men Doktor Medcalf må tilkaldes. Tennisstjernen Yannick Noah er i studiet, og Mogens Volvo afprøver pendulhårtørreren. Der vises en ny scene fra den nye Star Wars-film, og Preben Hmfff fortæller om sin samling af liderlige plastic-dyr. Svenne O'Lotta er aflyst, og Jimmy Naller og Bauditz forsøger at få Casper til at sidde ordentligt. |             |             |                                          | |                                                                                             |                       |
| 23 | 23          | "Afsnit 23" | Ingen                                    | Laust Willo Willo, Yannik Noah, Idéernes Venner: Steffen Bep, Angelica Houston og Skat Henningsen; Silas Gnom, Jeppe Vælling, Tonny Se                                                                                      | Advarsel!, Programoversigt                                                                  | 23:30, 21. april 1999 |
| Casper har mistet gnisten, men kommer stærkt igen med støtte fra danseterapeuten Laust Willo Willo. Grove bemærkninger preller af på følelsesskjoldet, hvis bare man holder det op foran sig. Idéernes Venner er vitterligt venner med alle de gode idéer, og så vises der endnu en scene fra Star Wars. Silas Gnom er igen på besøg, Jeppe Vælling synger om at miste, og Tony C. vil ikke ned fra træet. |             |             |                                          | |                                                                                             |                       |
| 24 | 24          | "Afsnit 24" | Anders Matthesen                         | Doktor Medcalf, Bjarne Goldbæk, Dommer Keith, Pelle Klumpfeber, Yannik Noah, Horst Rema Nulnix, Poul Reichardt, Thomas Kammaruhrdistrikt                                                                                    | Advarsel!, Programoversigt                                                                  | 23:30, 23. april 1999 |
| Casper har vundet Den Gyldne Markvej, men bliver skudt midt i sin ekstase. Bjarne Goldbæk er hovedmistænkt, og der indledes en retssag. Dommer Keith afhører et pålideligt vidne og dømmer Bjarne Goldbæk til at undvære sin kat af svedsker. Chewbacca og Anakin dukker op i Star Wars, og talentshowet byder på en brødvin-bonde, en syvmilestøvle-opfinder og en stempelartist. |             |             |                                          | |                                                                                             |                       |
| 25 | 25          | "Afsnit 25" | Ingen                                    | Melissa, Yannik Noah, Tore Ellen Hanhøj, Dadadaah, Thøger Messias Vorte, Tony Curtis | Advarsel!, Programoversigt                                                                  | 23:30, 26. april 1999 |
| Casper genså sin gamle au pair-fyr, Melissa. Der reklameres for rødvinstoilettet, og så vises der et klip fra det danske 70'er-forlæg til filmen E.T. Sportsmunken fortæller om golf, og Dadadaah beretter om sin massive præstationsangst. Der fremvises gode t-shirt-slogans, og Thøger Messias Vorte er selvforsynende. Tony C. vil stadig ikke ned fra træet. |             |             |                                          | |                                                                                             |                       |
| 26 | 26          | "Afsnit 26" | Ingen                                    | Postmand, Bjarne Goldbæk, Mand fra Venezuela, Tore Ellen Hanhøj, Jeppe Vælling, Anjelica Houston, Gusser Odderskov Vest, Wesley Snipes, Elmo Gottlieb Våge                                                                  | Advarsel!, Programoversigt                                                                  | 23:30, 28. april 1999 |
| Casper bestiller 25 eksemplarer af sangen Forever Young, men Bjarne Goldbæk stikker en kæp i hjulet på det. Dukkespil med de hurtigt glemte værter fra Det' Ren Kagemand. Casper viser et klip fra Godzilla og synger en hip ungdomsrap. Jyde-eksperterne Tore Ellen Hanhøj, Jeppe Vælling, Anjelica Houston og Gusser Odderskov Vest er i studiet. Den altid mørke Wesley Snipes kigger forbi, og Elmo Gottlieb Våge har en anonym arm. |             |             |                                          | |                                                                                             |                       |
| 27 | 27          | "Afsnit 27" | Sebastian Dorset                         | John Delaware, Huset på Christianshavn: Emma, Meyer, Olsen og Clausen; Sidney Kreutzfeldt, Humpfrey Desmond Tutu, Det nye Linie 3                                                                                           | Advarsel!, Programoversigt, Huset på Christianshavn                                         | 23:30, 30. april 1999 |
| John Delaware fortæller, at seerne vil se værter drikke mælk som gode drenge fra landet. Der vises en reklame for en race-måtte, og så er der et fortryllende gensyn med Huset på Christianshavn. Sidney Kreutzfeldt har masser af idéer til nye programmer, og Humphrey Desmond Tutu forsøger at klage sig til en autograf. Almindeliger danskere giver deres besyv med, og "Det Nye Linie 3" forlyster med spas og et Sex Pistols-potpourri. |             |             |                                          | |                                                                                             |                       |
| 28 | 28          | "Afsnit 28" | Ingen                                    | Pelle Klumpfeber, Dåsen Allan, Bjarne Goldbæk, Huset på Christianshavn: Meyer, Olsen og Clausen; Spend Abasi, Kurt Thyboe og Kurt Thyboe, Julius Baconhoved, Gunnar Lebbe                                                   | Advarsel!, Programoversigt, Huset på Christianshavn                                         | 23:30, 3. maj 1999    |
| Casper var lidt pbldrdrldrldrr, og Pelle Klumpfeber trådte til med 'Pelles Regler', men de 2 blev uenige om, hvorvidt man må drille en høj mand fra Ceylon - eller Sri Lanka? - eller ej, og Pelle blev sendt i skammekrogen. I stedet genoplivede Casper frække, lille Dåsen Allan, der var den samme som altid, men med mere prut-halløj og pik-spinat. En reklame for El-Flyttekasser, der bare skal flyttes og har lidt strøm, så åbner den selv - og den vejer kun 12 kilo ekstra. Det viste sig, at Caspers egen Bjarne Goldbæk var rodet ind i den celebre bordel-skandale, og der skulle en gang 'Huset på Christianshavn' til at muntre Casper op. Skyggeboksning med Spent Abasi og to gange Kurt Thyboe og stakkels Julius Baconhoved nåede vi osse, og endda en godnatsang fra vise-sangeren Gunnar Lepper. |             |             |                                          | |                                                                                             |                       |
| 29 | 29          | "Afsnit 29" | Anders Matthesen                         | Bjarne Goldbæk, Doktor Medcalf, Huset på Christianshavn: Meyer, Olsen og Clausen; Shafte Sergio Münster, Gentleman Finn | Advarsel!, Programoversigt, Huset på Christianshavn                                         | 23:30, 5. maj 1999    |
| Casper bliver smittet af Bjarne Goldbæk som er købt af TV2 for at reklamere for Darios Joint. Doktor Medcalf. Programoversigt. Den nye ærte-energizer. Huset på Christianshavn (hold kæft Meyer!). Shafte Sergio Münster holder ting med hanen. Guld-los/Camila Gregersens promo-tøj/høj mand fra cejlon og Gentleman Finn. |             |             |                                          | |                                                                                             |                       |
| 30 | 30          | "Afsnit 30" | Anders Matthesen                         | McGregor Mövenglutt, Huset på Christianshavn: Meyer, Larsen, Olsen og Clausen; Krøsus Palnatoke, Kurt Thyboe og Kurt Thyboe, Kiss Sleipner, Mentos Thorsen, Einer Brobrille                                                 | Advarsel!, Programoversigt, Huset på Christianshavn                                         | 23:30, 7. maj 1999    |
| Ungdomsrap, "Det var satans", MacGregor, Huset på Christianshavn, Kurt Thyboe og Kurt Thyboe. |             |             |                                          | |                                                                                             |                       |
| 31 | 31          | "Afsnit 31" | Ingen                                    | Newton Dynamose, Huset på Christianshavn: Meyer, Olsen og Clausen; Hector Strix, Laust Willo Willo, Wesley Snipes, Johannes Ludvig                                                                                          | Advarsel!, Programoversigt, Huset på Christianshavn                                         | 23:30, 10. maj 1999   |
| Casper læser i billedbog, bogmærkeeksperten Newton Degnemose, Huset på Christianshavn, Laust Willo Willo, Wesley Snipes, Danseantropologen Johannes Ludvig. |             |             |                                          | |                                                                                             |                       |
| 32 | 32          | "Afsnit 32" | Ingen                                    | Kenneth Kiwistone, Huset på Christianshavn: Meyer, Olsen og Clausen; Stand-up comedian Johann Donnerburg, Sidney Kreutzfeldt, Skuespiller i Vordingborg-revyen, Terkel Pappadums Bopal, Bitten og Trold (klip fra Afsnit 3) | Advarsel!, Programoversigt, Huset på Christianshavn                                         | 23:30, 12. maj 1999   |
| Tema om humor. Huset på Christianshavn. |             |             |                                          | |                                                                                             |                       |
| 33 | 33          | "Afsnit 33" | Ingen                                    | Lars Krimi, Poul Hulahus, Huset på Christianshavn: Meyer, Olsen og Clausen; Egon Cervezas Por Favor, Hoder Hotlipps Slidske, Lennart Rousseau                                                                               | Advarsel!, Programoversigt, Huset på Christianshavn, Det var satans!                        | 23:30, 14. maj 1999   |
| 34 | 34          | "Afsnit 34" | Ingen                                    | Joe Alex, Lil-Babs, Dieter Ponyhof, Huset på Christianshavn: Meyer, Olsen og Clausen; Rueben Skimme Paradesh, Safir & Granat                                                                                                | Advarsel!, Programoversigt, Huset på Christianshavn                                         | 23:30, 17. maj 1999   |
| 35 | 35          | "Afsnit 35" | Anders Matthesen og Jan Gintberg         | Sølver Austin, Gentleman Finn, Broder Salsa, Hasle Rybarik, Sitting Bull, Wesley Snipes | Advarsel!, Programoversigt                                                                  | 23:30, 19. maj 1999   |
| "Neger med mere". Gentleman Finn, Broder Salsa, den svenske andengenerationsindvandrer Hasle Rybarik, indianeren Sitting Bull, Wesley Snipes. |             |             |                                          | |                                                                                             |                       |
| 36 | 36          | "Afsnit 36" | Ingen                                    | Alfonso Trendy, Flemming Timmernikke, Fucking Hjemstavn: Gerda, Henning, Post & Post; Saltefanden, Theiss Günter Harboe | Advarsel!, Programoversigt, Fucking Hjemstavn                                               | 23:30, 21. maj 1999   |
| 37 | 37          | "Afsnit 37" | Al Agami, Anja Glenstrup og Rikke Olesen | Bjarne Goldbæk, Fucking Hjemstavn: Gerda, Henning, Post & Post; Tore Ellen Hanhøj, Rore og Jes, Filip Jut, Plasma Amelung                                                                                                   | Advarsel!, Programoversigt, Fucking Hjemstavn                                               | 23:30, 24. maj 1999   |
| 38 | 38          | "Afsnit 38" | Ingen                                    | Fyrst Walter, Niller Sass Ungdom, Fine Albert, Fucking Hjemstavn: Gerda, Henning, Post & Post; Maximillian Syfax, Bjarne Goldbæk                                                                                            | Advarsel!, Programoversigt, Fucking Hjemstavn                                               | 23:30, 26. maj 1999   |
| 39 | 39          | "Afsnit 39" | Sebastian Dorset                         | Maximillian Syfax, Bjarne Goldbæk, Gentleman Finn, Fucking Hjemstavn: Gerda, Henning, Post & Post og Jean Carlo; Papa Rhodos, Silas Gnom                                                                                    | Advarsel!, Programoversigt, Fucking Hjemstavn                                               | 23:30, 28. maj 1999   |
| Casper har nu afbleget hår, improviseret programoversigt: "Papirhans kommer fra Jyllinge og uddeler Kansastøj". Bjarne Goldbæk. Percussionisten Papa Rhodos og klunkespillernummeret Ocean View. |             |             |                                          | |                                                                                             |                       |
| 40 | 40          | "Afsnit 40" | Ingen                                    | Jeff Denkendorf, Sambo fra Saxogade: Sambo og Lange Janus; Jørgen Gungading og Bobby Ray, Broder Salsa, Claudius Mendelsohn, Kurt Thyboe, Kurt Thyboe og Kurt Thyboe, Maximillian Syfax, Jericho Lala                       | Advarsel!, Programoversigt, Sambo fra Saxogade                                              | 23:30, 31. maj 1999   |
| Mandrillens faste meteorolog Jeff Denkendorf, Sambo fra Saxogade, Jørgen Gungading og sønnen Bobby Ray, der begge er smittet med sygdommen Kronisk Ironisk, Melodi Grand Prix for stole (Broder Salsa er vært), Claudius Mendelsohn, 3 gange Kurt Thyboe, Jericho Lala. Listig? Det tror jeg nok, frisør! |             |             |                                          | |                                                                                             |                       |
| 41 | 41          | "Afsnit 41" | Sebastian Dorset                         | Otto Leisner, Sambo fra Saxogade: Sambo og Lange Janus; Alfonso Trendy, Abraham Mamre-lund, Tut van der Elsewihr, Beelzebub Komseda, Lennart Berthelsen, Grytte Pytte Kytte                                                 | Advarsel!, Programoversigt, Sambo fra Saxogade                                              | 23:30, 2. juni 1999   |
| Denimtema |             |             |                                          | |                                                                                             |                       |
| 42 | 42          | "Afsnit 42" | Ingen                                    | Peter Schmeichel, Teatergruppe fra Odense, Wesley Snipes, Tiramisu Sommerset, Laust Willo Willo, Burrito Snille, Rami og Edvard, Gøkhan Appel, Ebenezer Kvasthval                                                           | Advarsel!, Programoversigt                                                                  | 23:30, 4. juni 1999   |
| Kropstema |             |             |                                          | |                                                                                             |                       |
| 43 | 43          | "Afsnit 43" | Ingen                                    | Steen Bostrup-flutene, Peter Schmeichel, Plasma Amelung, Pelle Klumpfeber, Elastikmanden, Gentleman Finn, Bjarne Goldbæk | Advarsel!, Programoversigt, Reklame                                                         | 23:30, 7. juni 1999   |
| Casper kommer for sent og sender sine stand-ins ind: De to Sten Bostrup-flutes, Den Synske Yo-yo, Interview med Peter Schmeichel, Vox Pops om hvor folk skal hen på ferie, Pelle Klumpfebers Voodoo-dukke (der forestiller casper), Elastikmanden og stigedansen, Gentleman Finn som pædofil, Bjarne Goldbæk vender tilbage, Bjarne Goldbæk dræber de to Sten Bostrup-flutes. Ses vi? Det tror jeg nok vi gør! ... Old school. |             |             |                                          | |                                                                                             |                       |
| 44 | 44          | "Afsnit 44" | Anders Matthesen                         | Maximillian Syfax, Plasma Amelung, Peter Schmeichel, Didrik Motocross, Fax Flora, Kål Frederik og Lars Tærskeværk, Jens Jakob Baunspieler                                                                                   | Advarsel!, Programoversigt, Reklame, Voxpop, OBS                                            | 23:30, 9. juni 1999   |
| Dette program har en forkert stemme! Brugtshowsforhandleren kigger forbi og Plasma Amelung snakker om EU. Didrik Motocross giver råd om indretning, og så er der besøg af mandestripperen Fax Flora. Folkedanserne Kål Frederik og Lars Tærskeværk optræder. Bilforhandleren Jens Jakob Baunspieler præsenterer en spændende prototype. Nå ja, og så indeholder programmet et meget varmt stykke toast. Enig? Det er alt for hot til smør! |             |             |                                          | |                                                                                             |                       |
| 45 | 45          | "Afsnit 45" | Uffe Holm                                | Bjarne Goldbæk, Ricco, Rod Stewart, Yussuf Åbenhat, Mario Rawanda, Maximillian Syfax, Jake Ritterband, Flemming Timmernikke, Gentleman Finn                                                                                 | Advarsel!, Programoversigt, Reklame, OBS                                                    | 23:30, 11. juni 1999  |
| Kedelig? Vi går i floklikør! |             |             |                                          | |                                                                                             |                       |
| 46 | 46          | "Afsnit 46" | Ingen                                    | Peter Schmeichel, Plasma Amelung, Sailor, McGregor Mövenglutt, Bjørn Thuesen | Advarsel!, Programoversigt, Reklame, OBS                                                    | 23:30, 14. juni 1999  |
| Casper spiller kuglepens-mikado med sig selv, Nazi-dragten, Interview med Peter Schmeichel, OBS: Georg Olsens kvindelige assistenter mod hold i nakken, Plasma Amelungs Homomaskine, Casper bliver homoseksuel, Verdens smukkeste mand, Klip med mennesker der aldrig før har set et TV-kamera, MacGregortthhththh: Månedens medarbejder, Bjørn Thuesen. Menig! Min bror gør Chokhonør. |             |             |                                          | |                                                                                             |                       |
| 47 | 47          | "Afsnit 47" | Thomas Milton                            | Bjarne Goldbæk, Wesley Snipes, Lars Krimi, Boysenbær-filt, Klaus Kardinal, Maximillian Syfax, Gerda, Udo Kielpassa, Ulson Kahlböhen, Gentleman Finn                                                                         | Advarsel!, Programoversigt, Reklame                                                         | 23:30, 16. juni 1999  |
| Bjarne Goldbæk optagelsesprøve: Wesley Snipes, Lars Krimi. Boysenbær-filt, Klaus Kardinal, Skumsprøjt i Søstjernen: Maximilian Syfax & Bette Gerda, Udo Kielbasa, Ulson Kahlböhen, Gentleman Finn. Cecil? Det for er kapok, sonjør! |             |             |                                          | |                                                                                             |                       |
| 48 | 48          | "Afsnit 48" | Ingen                                    | Trofast seer, Peter Schmeichel, David Mellemtech, Pelle Klumpfeber, Broder Salsa, Gentleman Finn, Voksenlars og Snøflen, Maximillian Syfax, Bjarne Goldbæk, Svenne O'Lotta                                                  | Advarsel!, Programoversigt                                                                  | 23:30, 18. juni 1999  |
| Seeren der har set alle 48 programmer, Det leende tæppe, Interview med Peter Schmeichel, Homoseksualitet (gnff), David Milmtech: Bonzai Tøjgartner, fire almindelige danskeres andet møde med et TV-kamera. Pelle Klumpfeber, Broder Salsa & Gentleman Finn. Voksenlars og Snøflen, Maximilian Syfax - Bjarne Golbæk sælges til FC København, Svenne O'Lotta. |             |             |                                          | |                                                                                             |                       |

## Sæson 2
| Nr. i serie | Nr. i sæson | Titel       | Gæsteskuespiller(e)                                                     | Figur(er) | Indslag                                                             | Original visningsdato     |
| --- | ----------- | ----------- | ----------------------------------------------------------------------- | --- | ------------------------------------------------------------------- | ------------------------- |
| 49 | 1           | "Afsnit 49" | Susse Wold (ukrediteret)                                                | Bjarne Goldbæk, Egern, Falckredderen Raggamuffin, Bobotis Bombastic, Speedy Gregers, Wilfred Baale, Storbybasserne: Fjotte, Løjtnant Pjock og Kok; Peter Windsey, Susse Wold                                                          | Vidste du..., Programoversigt, Skøjtearven, Storbybasserne          | 23:30, 1. september 1999  |
| Rødt skrivebord og omrokering af kulisser. Casper har fyret det gamle hold og ansat egern som erstatning. Egernene går på strejke og synger Cirkeline har fødselsdag, men Casper lover at være "en ydmyg boy", hvorfor egernene genoptager arbejdet. Falckredderen Raggamuffin redder mand fra sømandsulykke. Nationalskjaldet Bobotis Bombastic har skrevet en ny nationalsang, og barnepigen Speedy Gregers fortæller om fabeldyrprincippet. Jockeyen Wilfred Baale har racehygiejne som en af sine helt store hobbies. Storbybasserne laver sjove løjer, og Peter Windsey klapper af Casper, programmet, studiets gamle bord, det nye bord og meget andet. Første episode af Skøjtearven med Susse Wold byder på action-packed underholdning. |             |             |                                                                         | |                                                                     |                           |
| 50 | 2           | "Afsnit 50" | John Cleese og Susse Wold (ukrediteret)                                 | Falckredderen Raggamuffin, Gunrack, Gunrack-reperatøreren, Simon Le Bon, Gigi Epstein, Bosse Johansson, Storbybasserne: Fjotte, Løjtnant Pjock og Kok; Satan, Lukas Pensacola, Kim Bellamonte, Sittah Tah Colombus, Susse Wold        | Vidste du..., Programoversigt, Skøjtearven, Storbybasserne          | 23:30, 3. september 1999  |
| 51 | 3           | "Afsnit 51" | Susse Wold (ukrediteret)                                                | Flemming Kirchschüner, Jeff Denkendorff, Egern, Falckredderen Raggamuffin, De Tres Tenorer, Tue Olivier, Storbybasserne: Fjotte, Løjtnant Pjock og Kok; Kévin, Hermes Tundra, Sixten Sparre, Kenzo-kuplen, Susse Wold                 | Vidste du..., Programoversigt, Skøjtearven, Storbybasserne          | 23:30, 8. september 1999  |
| Hun-mandrillen lanceres. |             |             |                                                                         | |                                                                     |                           |
| 52 | 4           | "Afsnit 52" | Anders Matthesen og Susse Wold (ukrediteret)                            | Borger Louie, Josef Kammerly, Falckredderen Raggamuffin, Lonnie Pandra, Storbybasserne: Fjotte, Løjtnant Pjock og Kok; Otis Rose, London-Lars, Susse Wold                                                                             | Vidste du..., Programoversigt, Skøjtearven, Storbybasserne          | 23:30, 10. september 1999 |
| 53 | 5           | "Afsnit 53" | Anders Matthesen (krediteret som "Anden") og Susse Wold (ukrediteret)   | Tarp-ekspeditionen, Harley Løvstik, Klaus, Fissirul Lohmann, Marius Caracas, Fillippo Levian, Norm, Susse Wold | Vidste du..., Programoversigt, Skøjtearven                          | 23:30, 15. september 1999 |
| 54 | 6           | "Afsnit 54" | Jan Gintberg og Susse Wold (ukrediteret)                                | Tage Nallau og Kjeld, Erik Toftgård Nielsen, Bøllemis, Frisbee: Boris, Frans og Torben; Djernis Halland, Rusty Mandolini, Dansetruppen Vuelta con carne, Susse Wold                                                                   | Vidste du..., Programoversigt, Skøjtearven, Frisbee                 | 23:30, 17. september 1999 |
| 55 | 7           | "Afsnit 55" | Susse Wold (ukrediteret)                                                | Urban Skurk, Ivar Urd, Frisbee: Boris, Frans og Torben; Fissirul Lohmann, De tre vise strandsten, Borger Louie, Susse Wold | Vidste du..., Programoversigt, Skøjtearven, Frisbee                 | 23:30, 22. september 1999 |
| Det gule skrivebord er tilbage, og de pangfarvede spånplader er omrokeret. |             |             |                                                                         | |                                                                     |                           |
| 56 | 8           | "Afsnit 56" | Mick Øgendahl (krediteret som Mic Øgendahl) og Susse Wold (ukrediteret) | Hassefar, Lydias Tati, Mandy Krus, Frisbee: Boris, Frans og Torben; Tarp-ekspeditionen, Susse Wold | Vidste du..., Programoversigt, Skøjtearven, Frisbee                 | 23:30, 24. september 1999 |
| 57 | 9           | "Afsnit 57" | Susse Wold (ukrediteret)                                                | Jon Bon Jovi, Tanja, Frisbee: Boris, Frans og Torben; Kjukke Mimergolt, Donnerdanserne, Mogens Tube, Olrik Nælde, Susse Wold | Vidste du..., Programoversigt, Skøjtearven, Frisbee                 | 23:30, 29. september 1999 |
| 58 | 10          | "Afsnit 58" | Susse Wold (ukrediteret)                                                | Molle Bedstefik, Gynhter Renouard, Frisbee: Boris, Frans og Torben; Papa Bue's Viking Jazz Band, Lydolf Minsk, Drengen Ortmann, Susse Wold                                                                                            | Vidste du..., Programoversigt, Skøjtearven, Frisbee                 | 23:30, 1. oktober 1999    |
| 59 | 11          | "Afsnit 59" | Anders Lund Madsen og Susse Wold (ukrediteret)                          | Hovedet i bordet, Lugtealf, Janni Henrik, Tissmageren, Frisbee: Boris, Frans og Torben; Tommy Dvælsmark, Yngre Malmsteen, Bent Tonse, Lusty Dave, Kilimanjaro Jepsen, Susse Wold                                                      | Vidste du..., Programoversigt, Skøjtearven, Frisbee, Tissmagning    | 23:30, 6. oktober 1999    |
| 60 | 12          | "Afsnit 60" | Anders Matthesen (krediteret som "Anden") og Susse Wold (ukrediteret)   | Herold Bueflis og Kelly Bødker, Tom Knickers, Tissmageren, Siam, Bøssefar, Tanja, Terkel Algevind, Susse Wold | Vidste du..., Programoversigt, Skøjtearven, Bøssefar, Tissmagning   | 23:30, 8. oktober 1999    |
| 61 | 13          | "Afsnit 61" | Pelle Møller og Susse Wold (ukrediteret)                                | Caspers far, Dino Stram, Fissirul Lohmann, Wandy Thyskæg, Bøssefar, Adolf Honningånde og Kuntekente Eriksen, Susse Wold | Vidste du..., Programoversigt, Skøjtearven, Bøssefar                | 23:30, 13. oktober 1999   |
| 62 | 14          | "Afsnit 62" | Anette Toftgård, Marvin Christensen og Susse Wold (ukrediteret)         | Pete, Poul og Mary; Anette, Marvin, Melissa, Grenen Kim, Satire John, Rulle og Cromwell, Tjalfe Summersun, Siam, Lintz Calvin Ankerby, Drengen Ortmann, Vienna, Yussuf Åbenhat, Wandy Thyskæg, Dino Stram, Sune, Mad Asta, Susse Wold | Vidste du..., Programoversigt, Skøjtearven, Reklame, Mimen til sang | 23:30, 3. november 1999   |
| Dobbeltafsnit. Casper er tilbage fra barsel. |             |             |                                                                         | |                                                                     |                           |
| 63 | 15          | "Afsnit 63" | Susse Wold (ukrediteret)                                                | Edgar, Guideskolen: Nonnie, Torsten og Jimbo; Rulle og Cromwell, Mørke Ruddin, Regil & Sydorf, Årgangsdreng, Susse Wold | Vidste du..., Programoversigt, Skøjtearven, Guideskolen             | 23:30, 5. november 1999   |
| 64 | 16          | "Afsnit 64" | Susse Wold (ukrediteret)                                                | Jarl Fonbørs, Figurer fra Casper & Mandrilaftalen#Sylik Mettesen, Guideskolen: Nonnie, Torsten og Jimbo; Anne Linnet, Alfred Balle, Casey og Jürgen Klins, Susse Wold                                                                 | Vidste du..., Programoversigt, Skøjtearven, Guideskolen             | 23:30, 10. november 1999  |
| 65 | 17          | "Afsnit 65" | Susse Wold (ukrediteret)                                                | Jean Tim & Jean Per, Machieu, Phil Rubberband, Guideskolen: Nonnie, Torsten og Jimbo; Satire John, Chuck Tennyson og China-Pete, Renato Offset, Susse Wold                                                                            | Vidste du..., Programoversigt, Skøjtearven, Guideskolen             | 23:30, 12. november 1999  |
| 66 | 18          | "Afsnit 66" | Uffe Holm og Susse Wold (ukrediteret)                                   | Scottie, Guideskolen: Terkel, Nadja og Simba; Bølle Bob, John Gringo, Ibiza Polar, Dennis Pelvis, Buffalo Shirt Pony-pony Margenititit, Mona Bandy, Alfred Balle, Susse Wold                                                          | Vidste du..., Programoversigt, Skøjtearven, Guideskolen             | 23:30, 17. november 1999  |
| 67 | 19          | "Afsnit 67" | Anders Matthesen, Uffe Holm og Susse Wold (ukrediteret)                 | Pelle Klumpfeber, Broder Salsa, Bjarne Goldbæk, Fissirul Lohmann, Rulle og Cromwell, Frisbee: Boris og Frans; Tronhjem, Ingemar Hildelyst, Susse Wold                                                                                 | Vidste du..., Programoversigt, Skøjtearven                          | 23:30, 19. november 1999  |

## SpecialafsnittetFisso
Specialafsnittet Fisso blev produceret i forbindelse med, at Metronome og CMC Entertainment udgav sin anden DVD med klip fra programserien i 2003.
| Titel   | Figurer                                                                        | Indslag | Udgivelsesdato |
| ------- | ------------------------------------------------------------------------------ | ------- | -------------- |
| "Fisso" | Jarl Friis-Mikkelsen, Meppe Flagstad og Clive, Bianca Landsvig, Poul Panasonic | Reklame | 24. marts 2003 |

## Casper & Drengene fra Brasilien
| Nr.                                                                      | Titel       | Gæst(er)                                        | Udgivelsesdato    |
| ------------------------------------------------------------------------ | ----------- | ----------------------------------------------- | ----------------- |
| 1                                                                        | "Afsnit 1"  | Asger Lybono                                    | 1. december 1999  |
| Dagens gæst fortæller om barmhjertighed.                                 |             |                                                 |                   |
| 2                                                                        | "Afsnit 2"  | Jørgen Ingemann                                 | 2. december 1999  |
| Dagens gæst kan få julemanden til at besøge sig som den første hvert år. |             |                                                 |                   |
| 3                                                                        | "Afsnit 3"  | Asger Lybono                                    | 3. december 1999  |
| Dagens gæst dekorerer med halm.                                          |             |                                                 |                   |
| 4                                                                        | "Afsnit 4"  | Jar-Jar Jubelin                                 | 4. december 1999  |
| Dagens gæst er ekspert i postudsending.                                  |             |                                                 |                   |
| 5                                                                        | "Afsnit 5"  | Hr. Vællemand                                   | 5. december 1999  |
| Dagens gæst bytter alle sine gaver.                                      |             |                                                 |                   |
| 6                                                                        | "Afsnit 6"  | Cosy Joe                                        | 6. december 1999  |
| Dagens gæst er en af de 8000 vise mænd.                                  |             |                                                 |                   |
| 7                                                                        | "Afsnit 7"  | Dopey Slinger                                   | 7. december 1999  |
| Dagens gæst har lavet årets julemærke.                                   |             |                                                 |                   |
| 8                                                                        | "Afsnit 8"  | Thor Vitter Rynkemås                            | 8. december 1999  |
| Dagens gæst tilbereder juleand.                                          |             |                                                 |                   |
| 9                                                                        | "Afsnit 9"  | Thor Vitter Rynkemås                            | 9. december 1999  |
| Dagens gæst fjerner nougatpletter.                                       |             |                                                 |                   |
| 10                                                                       | "Afsnit 10" | Stofa Dunnington                                | 10. december 1999 |
| Dagens gæst lugter sindssvagt dårligt og giver rejsetips.                |             |                                                 |                   |
| 11                                                                       | "Afsnit 11" | Julian Tisson                                   | 11. december 1999 |
| Dagens gæst fortæller om fornyelse af juletraditioner.                   |             |                                                 |                   |
| 12                                                                       | "Afsnit 12" | Stofa Dunnington                                | 12. december 1999 |
| Dagens gæst fortæller om mistelten.                                      |             |                                                 |                   |
| 13                                                                       | "Afsnit 13" | Timothy Birdebæk                                | 13. december 1999 |
| Dagens gæst har været fejlanbragt på et julemærkehjem.                   |             |                                                 |                   |
| 14                                                                       | "Afsnit 14" | Julian Tisson                                   | 14. december 1999 |
| Dagens gæst vil fornye julepynten.                                       |             |                                                 |                   |
| 15                                                                       | "Afsnit 15" | Miffer Hansepyjuk                               | 15. december 1999 |
| Dagens gæst markedsfører advents-ål.                                     |             |                                                 |                   |
| 16                                                                       | "Afsnit 16" | Julian Tisson                                   | 16. december 1999 |
| Dagens gæst har fundet en afløser for julegaverne.                       |             |                                                 |                   |
| 17                                                                       | "Afsnit 17" | James Price                                     | 17. december 1999 |
| Dagens gæst læser sin værste juleoplevelse op.                           |             |                                                 |                   |
| 18                                                                       | "Afsnit 18" | Herbert Røffel                                  | 18. december 1999 |
| Dagens gæst er udslidt kravlenisse.                                      |             |                                                 |                   |
| 19                                                                       | "Afsnit 19" | Ingen                                           | 19. december 1999 |
| Casper fortæller om forskellige typer julesnaps.                         |             |                                                 |                   |
| 20                                                                       | "Afsnit 20" | Ingen                                           | 20. december 1999 |
| Casper fortæller om nye måder at bruge vat på.                           |             |                                                 |                   |
| 21                                                                       | "Afsnit 21" | Ingen                                           | 21. december 1999 |
| Casper fortæller om nye måder at lave gløgg på.                          |             |                                                 |                   |
| 22                                                                       | "Afsnit 22" | Ingen                                           | 22. december 1999 |
| Casper fortæller om en ny slags øl.                                      |             |                                                 |                   |
| 23                                                                       | "Afsnit 23" | Ingen                                           | 23. december 1999 |
| Casper fortæller vejleder i julehilsner.                                 |             |                                                 |                   |
| 24                                                                       | "Afsnit 24" | Englen Fergie                                   | 24. december 1999 |
| Dagens gæst elsker danske piger, men de hader fjer.                      |             |                                                 |                   |
| 25                                                                       | "Afsnit 25" | Rumbukken Fy-fy                                 | 25. december 1999 |
| Casper ringer til rumbukken Fy-fy.                                       |             |                                                 |                   |
| 26                                                                       | "Afsnit 26" | Bense Kodemark, Drøbel Ingelund og Fiffer Dublé | 31. december 1999 |
| Nytårsforsæt fra tre markante skikkelser.                                |             |                                                 |                   |